# Edgar Krahn
Edgar Krahn, född 19 september/1 oktober 1894 i Laiuse kommun, Tartumaa, Estland, död 6 mars 1961 i Rockville, Maryland, USA, var en estnisk matematiker. Rayleigh–Faber–Krahns olikhet är uppkallad efter bland andra Edgar Krahn.